# Crunchyroll
Crunchyroll，簡稱CR，是索尼集团公司旗下的美国订阅视频点播 OTT 流媒体服务。该服务主要发行东亚媒体制作的电影和电视剧，包括日本动漫，总部位于加利福尼亚州旧金山，日本分公司位于东京涩谷。
Crunchyroll 公开上宣称由加州大学伯克利分校的一群毕业生于 2006 年创立，为全球超过 1 亿注册用户提供内容。
Crunchyroll 是日本动画协会 (AJA) 的成员。 它的官方吉祥物是“Crunchyroll-Hime”，又名“Hime”。
Crunchyroll 提供 1,000 多部动漫节目、10 多种语言的 200 多部东亚电视剧，以及大约 80 部以 Crunchyroll Manga 为主题的漫画，但由于许可限制，并非所有节目都在全球范围内提供。 Crunchyroll 于 2017 年 2 月付费订阅用户突破 100 万， 截至 2022 年付费订阅者数量已超过 1000 万。

## 概要
于2006年對外宣稱由大學生成立，因架站站長shinji喜歡吃壽司，遂命名「Crunchyroll」；實際上這是創辦者當時低調、匿名的手法。Kun Gao為首四人早已2004年從柏克萊加州大學畢業，白天工作之餘，合夥創立公司、架設網站；後來均自願辭去工作，專心經營。
起初供ACG及戲劇愛好者分享用途，卻也引發侵權爭議。在Venrock公司资助下，走向合法化串流服務逐漸壯大，内容包括动画、漫画、戲劇、音乐、电子游戏和赛车等，依授權區域而定。
2022年3月1日宣布将会与Funimation合并成一个大公司，所有跟Funimation相關事業都会更改名为「Crunchyroll」。

## 沿革
2006年
- 6月，創建公司及網站。

2008年
- 2月，Venrock投資挹注。[18][19]
- 9月，日本法人「Crunchyroll株式會社」（Crunchyroll Kabushiki Kaisha）成立，為對日窗口。
- 11月，與東京電視台合作並引進資金。

2009年
- 2月，成為日本動畫協會準會員。

2010年
- 6月，導入Bitway資金。[20]
- 8月，取得《秒速5公分》代理權，也是首次涉足DVD代理業務[21]。

2012年
- 3月，成立英國分站。[22]
- 8月，開通PS3、PSV服務。
- 11月，成立巴西分站。[23]
- 12月，開通Xbox Live服務。

2013年
- 6月，開通Apple TV服務[24]。

- 10月，提供「Crunchyroll Manga」線上漫畫服務。

- 12月，由闕寧集團（The Chernin Group，TCG）取得控制股權[25][26]。

2014年
- 4月，AT&T和闕寧集團合資成立Otter Media公司來收購、投資及開通OTT服務，將Crunchyroll納入旗下[27] 。

2015年
- 8月，報導指出Otter Media開設子公司Ellation整合旗下Crunchyroll、Creativebug和SoompiTV[28]。

2016年
- 2月，與住友商事共同成立Crunchyroll SC Anime Fund株式會社，從事動畫製作委員会出資、動畫海外營業權取得及販售。
- 4月，宣布與KADOKAWA締結戰略同盟，取得其亞洲以外動畫數位發行權[29]。
- 7月，宣布將推出一系列英文配音的動畫BD/DVD。
- 9月，宣布與Funimation合作，兩家交流影音作品提供各自訂戶收看[30]。

2017年
- 2月，宣布付費收視訂戶已破百萬[31]。
- 3月，開始藉Steam平台銷售線上動畫。

2018年
- 1月，Otter Media從東京電視臺買下Crunchyroll剩餘20%股份。
- 8月，Otter Media與被AT&T收購，連同Crunchyroll納入華納媒體旗下。
- 9月，領導層調整，Kun Gao卸任轉諮詢職務，由Joanne Waage接任總經理。至此當初架站成員皆與公司經營無涉。
- 11月，Funimation取消合作，兩家不再交流影音作品提供各自訂戶收看。

2019年
- 3月，Crunchyroll改隸華納媒體娛樂。
- 7月，Crunchyroll宣佈與Viz Media開始合作。
- 9月，入主VIZ Media Europe，並且成立EMEA（歐洲、中東、非洲）部門，連同統括VIZ Media Europe業務。

2020年
- 1月，VIZ Media Europe SAS公司改名Crunchyroll SAS。
- 4月，VIZ Media Europe集團品牌更名Crunchyroll EMEA。
- 12月9日，索尼影视娱乐預計從美國電話電報公司（AT&T）買下Crunchyroll的全部股份，Crunchyroll成為索尼旗下Funimation的全資子公司。

2021年
- 3月24日，美國司法部擔心Crunchyroll收購案會減少版權方可選擇的上架平台，故依照反壟斷法介入調查[32]。

## 網站標誌

開站時標識，被2008年版取代
2008年啟用的標識，被2012年版標識取代
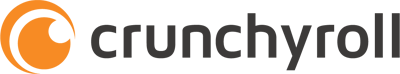
2012年啟用的標識，2018年改全橙色系表記

## 外部連結
- Crunchyroll（页面存档备份，存于）（英文）
- http://www.crunchyroll.co.jp/（页面存档备份，存于）（日語）
- Crunchyroll的Facebook專頁（英文）
- Crunchyroll的Instagram帳戶（英文）
- Crunchyroll的X（前Twitter）（英文）